# Борд, Раймон
Раймон Борд (фр. Raymond Borde; 28 августа 1920 — 20 сентября 2004) — французский искусствовед и эссеист.

## Биография
Близкий к сюрреалистическому движению и Андре Бретону, Борд сотрудничал с несколькими журналами, включая Positif (член редколлегии с 1954 по 1967) и Premier Plan, а также с Les Temps Modernes Жана-Поля Сартра (с 1954 по 1961 год). Его статья «Конец сталинизма» стоила ему исключения из Французской коммунистической партии в 1958 году, но он остался верным левой культуре. 
Основатель (1964) и первый руководитель Синематеки в Тулузе. Член совета директоров Международной федерации киноархивов (FIAF) в 1966—1991 годах. Опубликовал книги «Синематеки» (фр. Les cinémathèques; 1983) и «Кризис синематек» (фр. La crise des cinémathèques; 1997) с размышлениями о проблемах и перспективах киноархивов в мире.
Известен в первую очередь как киновед. Опубликовал монографии «Панорама американского нуара, 1941—1953» совместно с кинокритиком Этьенном Шомтоном (фр. Panorama du film noir américain, 1941-1953, 1955, переиздание 1993, английский перевод 2002), «Итальянский неореализм» совместно с Андре Буасси (фр. Le néo-réalisme italien; 1960), «Новая волна» совместно с киноведом Фредди Бюашем и сценаристом Жаном Куртеленом (фр. La Nouvelle Vague; 1963), книги о дуэте комиков Лорел и Харди (1965), Гарольде Ллойде (1968), Чарли Боуэрсе (1980).
Работал также и в области визуального искусства. В 1966 году в соавторстве с Андре Бретоном снял документальный фильм о художнике Пьере Молинье, в 1972 году вышел альбом эротических рисунков Жана-Мари Пумейроля с его комментариями.
Опубликовал автобиографический роман «24 августа 1939 года» (фр. Le 24 août 1939; 1995). 